# NGC 1808
NGC 1808 és una galàxia Seyfert situada en la constel·lació de Coloma. El 1993 s'hi va observar una supernova.

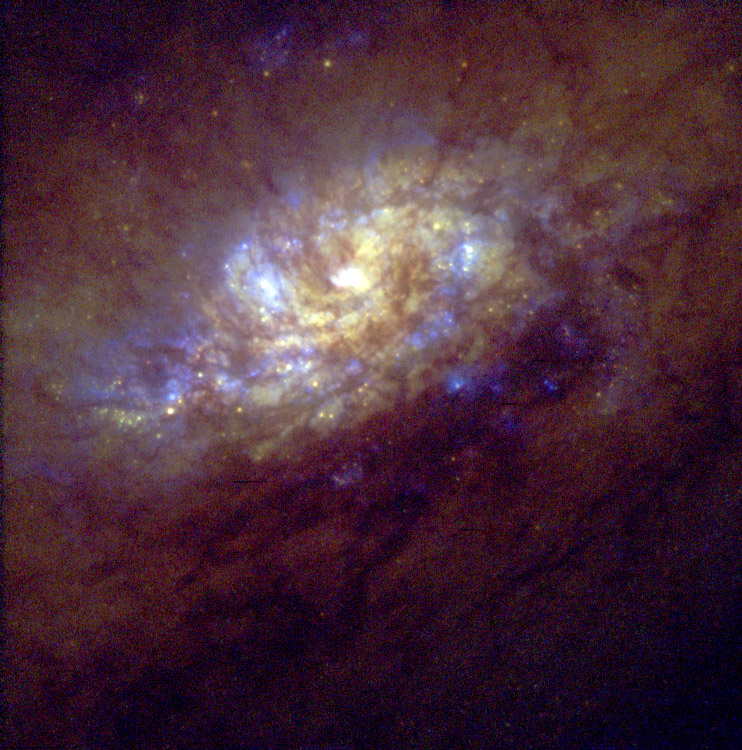
Una imatge del Telescopi Espacial Hubble del centre de NGC 1808. Font: HST/NASA/ESA.